# Expedition Robinson (Suecia)
Expedition Robinson (en español: Expedición Robinson) es un reality show sueco, programa en el que los concursantes se ponen en situaciones de supervivencia, y un proceso de votación elimina una persona cada episodio hasta que se determine un ganador. El formato fue desarrollado en 1994 por Charlie Parsons para el Reino Unido, en la compañía de producción de televisión Planet 24, pero el debut de Suecia en 1997 fue la primera producción realmente exitosa en la televisión. El espectáculo es uno de los mayores y más polémico éxitos en Escandinavia, y variantes se han producido en países de todo el mundo, sobre todo por Mark Burnett, que licenció el formato para crear la serie Survivor en 2000, en EE.UU.

## Formato
El nombre alude tanto a Robinson Crusoe y The Swiss Family Robinson, dos historias protagonizadas por personas aisladas naufragios.
Dieciséis participantes se ponen en una situación de supervivencia y compiten en una variedad de retos físicos. Al principio de cada temporada dos equipos se enfrentan, para luego fusionarse y las competiciones se vuelven individuales. Al final de cada espectáculo un concursante es eliminado del programa por los demás en un secreto «isla consejo».

## Propiedad
Planet 24 era propiedad de Charlie Parsons y Bob Geldof. Su compañía Producciones de Televisión Castaway conserva los derechos sobre el concepto cuando vendieron Planet 24 en 1999.

## Popularidad
El episodio final de la cuarta temporada fue visto por 4.045.000 personas, de una población total de 8,8 millones de euros en Suecia. La serie regresó en 2009, ahora en TV4 con anfitriona tercera mujer del mundo, Linda Isacsson.

## Temporadas
| Año        | Anfitrión        | Productor                          | Canal | Participantes | Ganador                    |
| ---------- | ---------------- | ---------------------------------- | ----- | ------------- | -------------------------- |
| 1997       | Harald Treutiger | Anders Eriksson                    | SVT   | 16            | Martin Melin               |
| 1998       | Harald Treutiger | Mikael Hylin                       | SVT   | 15            | Alexandra Zazzi            |
| 1999       | Anders Lundin    | Mattias Olsson                     | SVT   | 17            | Jerker Dalman              |
| 2000       | Anders Lundin    | Hasse Aro                          | SVT   | 16            | Mattias Dalerstedt         |
| 2001–02    | Anders Lundin    | Hasse Aro / Kajsa Glansén          | SVT   | 17            | Jan Emanuel Johansson      |
| 2002       | Anders Lundin    | Hasse Aro / Joakim Jankert         | SVT   | 17            | Antoni Matacz              |
| 2003–04    | Anders Lundin    | Hasse Aro / Anki Lindberg          | SVT   | 24 (10 new)   | Emma Andersson             |
| 2004       | Robert Aschberg  | Hasse Aro / Claes Leinstedt        | TV3   | 20 (19 new)   | Jerry Forsberg             |
| 2005       | Robert Aschberg  | Hasse Aro / Frida Åberg            | TV3   | 24 (23 new)   | Karolina Conrad            |
| 2005 (VIP) | Robert Aschberg  | Hasse Aro / Frida Åberg            | TV3   | 15 VIP        | Tilde Fröling              |
| 2009       | Linda Isacsson   | Cricko Akander                     | TV4   | 18            | Ellenor Pierre             |
| 2009–10    | Paolo Roberto    | Pontus Gårdinger / Ylva Hultén     | TV4   | 18            | Hans Brettschneider        |
| 2010       | Paolo Roberto    | Nicklas Nordernström / Ylva Hultén | TV4   | 21            | Erik Svedberg              |
| 2011       | Paolo Roberto    | Nicklas Nordernström / Ylva Hultén | TV4   | 20            | Mats Kemi                  |
| 2012       | Paolo Roberto    |                                    | TV4   | 14            | Mariana "Mirre" Hammarling |